# Yves Niaré
Yves Niaré (* 20. Juli 1977 in Saint-Maurice; † 5. Dezember 2012 in Pirmil) war ein französischer Leichtathlet, der sich auf das Kugelstoßen spezialisiert hatte. Seinen größten Erfolg feierte er mit dem Gewinn der Silbermedaille bei den Halleneuropameisterschaften 2009 in Turin. Auch sein Vater Namakoro Niaré war für Mali als Kugelstoßer aktiv und sein Bruder Gaëlle Niaré war als Hochspringer aktiv.

## Sportliche Laufbahn
Erste internationale Erfahrungen sammelte Yves Niaré im Jahr 1995, als er bei den Junioreneuropameisterschaften in Nyíregyháza mit einer Weite von 49,74 m den achten Platz im Diskuswurf belegte und im Kugelstoßen mit 15,64 m auf den zehnten Platz gelangte. Im Jahr darauf belegte er bei den Juniorenweltmeisterschaften in Sydney mit 16,12 m den elften Platz im Kugelstoßen und erreichte mit dem Diskus mit 47,18 m Rang zwölf. 1997 schied er bei den erstmals ausgetragenen U23-Europameisterschaften in Turku mit 16,90 m und 50,34 m jeweils in der Qualifikationsrunde aus und 1999 belegte er bei den U23-Europameisterschaften in Göteborg mit 17,91 m den neunten Platz im Kugelstoßen und wurde im Diskusbewerb mit 53,58 m Elfter. Anschließend erreichte er bei den Militärweltspielen in Zagreb mit 18,00 m den zehnten Platz im Kugelstoßen und wurde mit dem Diskus mit 50,96 m Elfter. 2001 gewann er bei den Spielen der Frankophonie in Ottawa mit 18,94 m die Silbermedaille im Kugelstoßen hinter dem Kanadier Bradley Snyder, ehe er bei den Weltmeisterschaften in Edmonton mit 18,71 m in der Qualifikationsrunde ausschied. Zudem belegte er bei den Mittelmeerspielen in Tunis mit 18,13 m den fünften Platz. 2005 siegte er dann mit 18,64 m und 54,15 m bei den Spielen der Frankophonie in Niamey im Kugelstoßen sowie im Diskuswurf. Im Jahr darauf schied er bei den Europameisterschaften in Göteborg mit 18,70 m in der Vorrunde aus.
2007 verbesserte er in Chelles den französischen Landesrekord von Yves Brouzet um einen Zentimeter auf 20,21 m und schied anschließend bei den Weltmeisterschaften in Osaka mit 19,62 m in der Qualifikationsrunde aus. Im Jahr darauf steigerte er den Landesrekord auf 20,72 m und nahm im Sommer an den Olympischen Sommerspielen in Peking teil, bei denen er mit 19,73 m den Finaleinzug verpasste. 2009 gewann er bei den Halleneuropameisterschaften in Turin mit 20,42 m die Silbermedaille hinter dem Polen Tomasz Majewski und belegte dann im Juni bei den Mittelmeerspielen in Pescara mit 19,71 m den vierten Platz. Daraufhin schied er bei den Weltmeisterschaften in Berlin mit 19,37 m in der Qualifikationsrunde aus. Im Jahr darauf brachte er bei den Europameisterschaften in Barcelona in der Vorrunde keinen gültigen Versuch zustande. 2012 verstarb er bei einem Verkehrsunfall im Département Sarthe im Alter von 35 Jahren.
In den Jahren von 2000 bis 2002 sowie 2004 und 2005 und 2007 sowie 2009 und 2010 wurde Nearé französischer Meister im Kugelstoßen im Freien sowie 1999 und 2001 sowie 2002 und 2009 in der Halle.

## Persönliche Bestweiten
- Kugelstoßen: 20,72 m, 18. Mai 2008 in Versailles
- Diskuswurf: 63,44 m, 9. Mai 2007 in Chelles